# Gulögd lövletare
Gulögd lövletare (Automolus rufipileatus) är en fågel i familjen ugnfåglar inom ordningen tättingar.

## Utseende och läte
Gulögd lövletare är en rödbrun fågel med ljust gulorange öga och en rak och kraftig näbb. Sången som ofta hörs i gryningen består av en sekundlång fallande drill.

## Utbredning och systematik
Gulögd lövletare delas in i två underarter:
- A. r. rufipileatus – förekommer i Brasilien söder om Amazonområdet (från Rio Purus till norra Maranhão)
- A. r. consobrinus – förekommer från tropiska östra Colombia till Guyana, norra Bolivia och västra Brasilien

## Levnadssätt
Gulögd lövletare hittas i tät vegetation och skogsbryn, främst ungskog och växtlighet utmed rinnande vattendrag. Den är mycket skygg och svår att få syn på när den födosöker bland snår och klängväxter, enstaka eller i par.

## Status och hot
Arten har ett stort utbredningsområde, men tros minska i antal, dock inte tillräckligt kraftigt för att den ska betraktas som hotad. Internationella naturvårdsunionen IUCN listar arten som livskraftig (LC).